# Bán đảo Liêu Đông

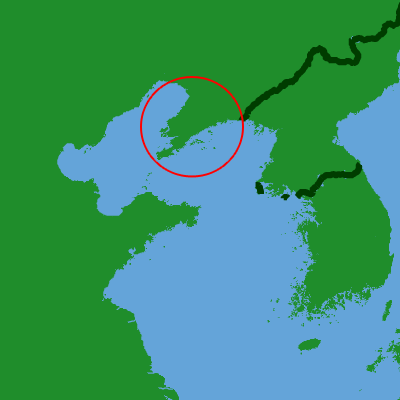
Vị trí của bán đảo Liêu Đông

Bán đảo Liêu Đông (giản thể: 辽东半岛; phồn thể: 遼東半島) là một bán đảo ở tỉnh Liêu Ninh ở đông bắc Trung Quốc, trong lịch sử được phương Tây gọi là đông nam Mãn Châu. Liêu Đông, có nghĩa là phía đông của Liêu. Liêu Hà là một con sông thời Chiến Quốc phân chia Liêu Tây (giản thể: 辽西; phồn thể: 遼西) và Liêu Đông.

## Địa lý
Bán đảo này nằm ở phía bắc của Hoàng Hải, giữa vịnh Bột Hải về phía tây và vịnh Triều Tiên về phía đông. Bán đảo này tạo thành một phần phía nam của vành đai núi chạy theo hướng bắc ở dãy núi Trường Bạch. 
Ở bán đảo này có hai cảng là cảng Lữ Thuận và cảng Đại Liên. Trong thời kỳ cuối thế kỷ 18 và đầu thế kỷ 19, đây là nơi diễn ra các cuộc chiến chiến tranh Thanh-Nhật và chiến tranh Nga-Nhật.

## Lịch sử
Các hồ sơ sớm nhất cho thấy Liêu Đông ban đầu dưới sự cai trị của Cổ Triều Tiên. Sau đó chính phủ do người khác nhau như Nhà Tây Hán, Nhà Tân, Nhà Đông Hán, Tào Ngụy, Tây Tấn, Tiền Yên, Tiền Tần, Hậu Yên, Bắc Yên, Cao Câu Ly, Nhà Đường, Nhà Võ Chu, Tiểu Cao Câu Ly, Vương quốc Bột Hải, Nhà Liêu, Nhà Kim, Đế quốc Mông Cổ, Nhà Nguyên, Nhà Minh và Nhà Thanh trị vì Liêu Ninh. Bán đảo là một khu vực quan trọng của cuộc xung đột trong Chiến tranh Trung-Nhật lần thứ nhất (1894-1895), là nơi mà Nhật Bản đã chiến thắng. Bán đảo này đã được nhượng lại cho Nhật Bản do Hiệp ước Mã Quan của 17 tháng 4 năm 1895 nhưng điều này đã được hủy bỏ sau khi sự can thiệp ngày 23 Tháng 4 năm 1895 của Nga, Pháp và Đức. Trong những hậu quả của sự can thiệp này, chính phủ Nga áp lực của phán quyết triều đại nhà Thanh cho thuê Liêu Đông và Lữ Thuận Khẩu quan trọng chiến lược (Port Arthur) để sử dụng bởi Hải quân Nga. Điều này gây ra oán hận ở Nhật Bản và là một yếu tố dẫn đến chiến tranh Nga-Nhật (1904-1905) khi các cuộc đàm phán liên quan đến bán đảo, Mãn Châu, và Triều Tiên bị phá vỡ.